# Balaton-felvidék
A Balaton-felvidék (németül: Plattensee-Oberland) a Balaton északi partján, nyugati-keleti irányban húzódó kiemelkedés, fennsík a Bakony és a Keszthelyi-fennsík között. A Bakonytól a veszprém–nagyvázsony–tapolcai törésvonal választja el. A táj közkedvelt célpont a bakancsos turisták és a szabadidős túrázók számára egyaránt. A borászat iránt érdeklődők a Balaton-felvidéki borvidék miatt keresik fel.

## A terület részei

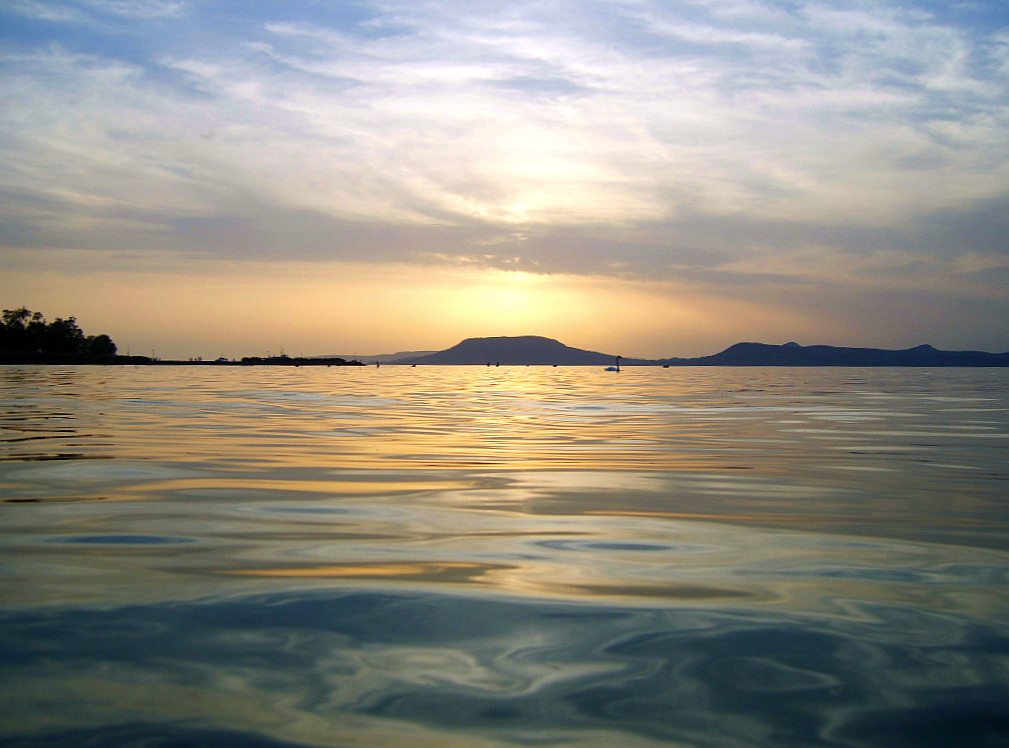
A Balaton-felvidék hegyeinek sziluettje a déli partról, naplementében

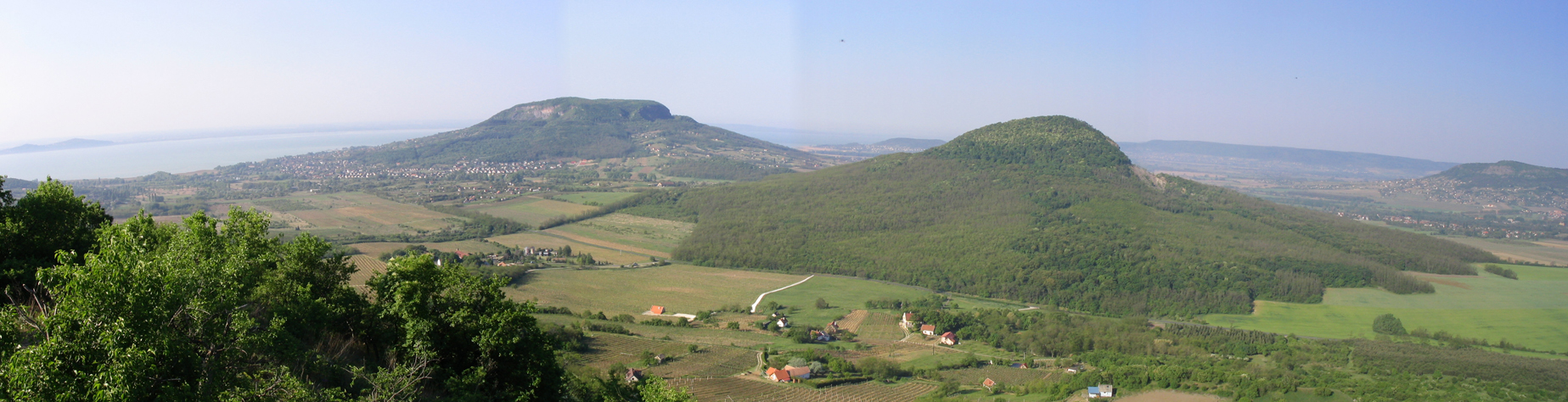
Balra a Badacsony, jobbra a Gulács, mögöttük a Balaton

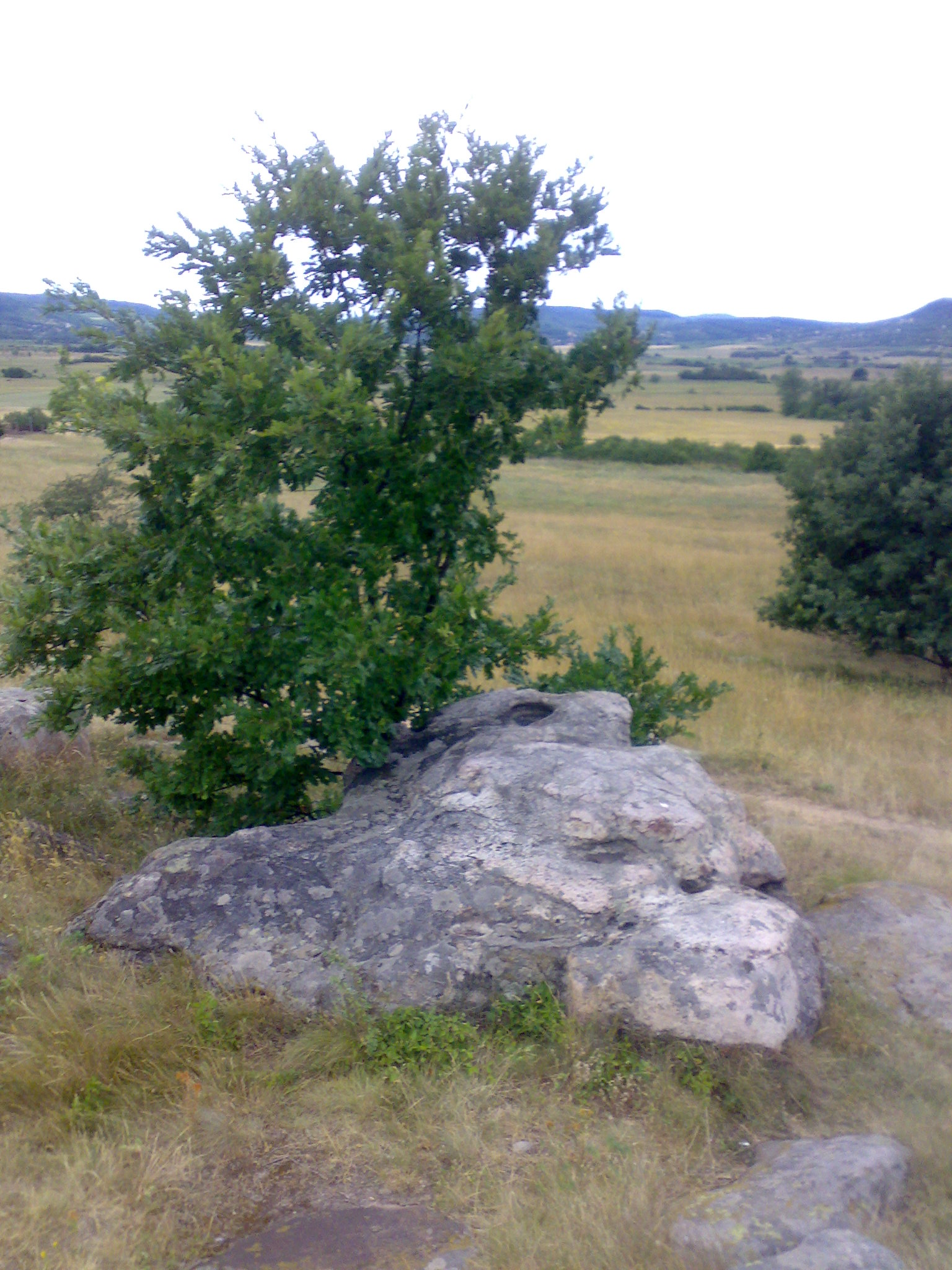
A kővágóörsi kőtenger

### Keleti része
A Balaton-felvidék egyenetlen, 150–200 méterrel a tó fölé emelkedő fennsík, amelyet túlnyomórészt permi és triász kori üledékek alkotnak. A 300 méter fölé emelkedő magaslatokat a lepusztulásnak ellenálló tűzköves mészkő alkotja. A legmagasabb kiemelkedések a Som-hegy 440 méter, a Recsek-hegy 430 méter, a Nagy-Gella 419 méter, Hideg-hegy 397 méter, és a Kisbükk 376 méter a Veszprémfajsztól a Káli-medencéig húzódó északi vonulatban. A part fölé emelkedő déli vonulat nem ilyen magas: a Vörösberény fölötti Megye-hegy 307 méter, Csákány-hegy 327 méter, Felső-hegy 315 méter, Keresztfa-hegy 349 méter, Nagyles 317 méter, Hegyestű 337 méter, Őrsi-hegy 304 méter.
A Balaton-felvidék szerkezeti mélyedéseit rendszerint fiatalabb puha rétegek töltötték ki, amelyek egy részét a lepusztulás eltávolította. A községek általában ezekben a kis termékeny talajú medencékben épültek fel (Balatonszőlős, Pécsely, Tótvázsony, Nagyvázsony, Mencshely, Monostorapáti, Köveskál, Kővágóörs). Kővágóörs északi szegélyén több km hosszúságban húzódott a híres kőtenger, amelyet nagy részben már kibányásztak, legszebb részei már csak Szentbékkálla határában láthatók.

### A középső szakasz medencéi
A Balaton-felvidék vonulatai közé, elsősorban a középső, Balatonfüred és Balatonszepezd közti szakaszon több helyen szerkezeti mélyedések ékelődnek. Ezek kis kiterjedésű, általában csak 2~4 település közigazgatási területére kiterjedő, márgás alapkőzetű medencék. Keletről nyugat felé haladva ezek: a Pécselyi-medence, a Csicsói-medence, a Dörgicsei-medence és a Monoszlói-medence. E medencéket északról egy délnyugat-északkelet irányú rögsorozat határolja, és választja el a Veszprém-Nagyvázsonyi-medencétől, de elkülönülnek egymástól is; az itt található települések egy része zsákfalu. A terület gazdag értékes növényfajokban.

### Káli-medence
A Balaton-felvidék egyik kismedencéje a 8 millió évvel ezelőtt még itt hullámzó Pannon-tenger egyik öble, a Káli-medence. Gyakoriak a különleges domborzati formák, a kőgörgetegek, bazalt formációk (pl. kővágóörsi kőtenger). Megtalálhatók védett láprétek is a térségben.

### A Tapolcai-medence és a tanúhegyek
A Tapolcai-medence északi felét a dolomitszíntérbe öbölszerűen benyúló miocén mészkőfennsík alkotja. A sekélytengeri fejlődésű, porózus kőzeten számos felszíni karsztforma jött létre, továbbá barlangjáratok oldódtak ki (például Tapolcai-tavasbarlang). A medence központi és déli részén ezeket a miocén képződményeket laza pannon üledékek fedik, amelyekre néhol bazalt ömlött, illetve bazalttufa hullott. Az erózió eredményeképpen sajátos alakú tanúhegyek formálódtak ki (Badacsony, Gulács, Csobánc, Szent György-hegy, Tóti-hegy).